# Telòmer

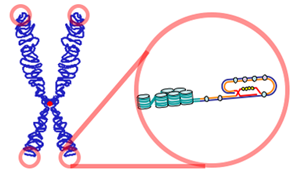
Cromosoma (esquerra) i telòmer (dreta).

Un telòmer és una seqüència repetitiva de nucleòtids situada als extrems dels cromosomes lineals de la major part dels organismes eucariòtics, que serveix per a protegir aquests extrems de ser destruïts. El seu nom deriva dels mots grecs τἐλος telos ("final") i μέρος meros ("part").
Durant la divisió cel·lular, els enzims que dupliquen el cromosoma i el seu ADN no poden efectuar aquesta duplicació fins a la punta del cromosoma. Si les cèl·lules es dividissin sense telòmers, perdrien l'extrem dels cromosomes, juntament amb la informació necessària que conté (el 1972, James Watson donà a aquest fenomen el nom de "problema de replicació dels extrems"). El telòmer és un topall disposable, que és consumit durant la divisió cel·lular i que és recreat per un enzim, la telomerasa transcriptasa inversa, codificat pel gen hTERT.
Entre el 1975 i el 1977, Elizabeth Blackburn, que treballava després del seu doctorat a la Universitat Yale amb Joseph Gall, descobrí estudiant l'estructura genètica del protozou Tetrahymena thermophila la naturalesa inusual dels cromosomes, i el fet que les seves senzilles seqüències repetides d'ADN componien els extrems dels cromosomes. El seu treball fou publicat el 1978. Blackburn, Greider i Szostak obtingueren conjuntament el Premi Nobel de Medicina o Fisiologia de 2009 per les seves investigacions sobre les característiques i funció dels telòmers i la telomerasa.
L'acció fisiològica dels telòmers sol limitar les cèl·lules a un nombre determinat de divisions. Estudis en animals i experiments emprant material de cultiu suggereixen que això és la causa de l'envelliment a nivell cel·lular i que afecta la longevitat. La velocitat a la qual s'escurcen els seus telòmers és la que determina l'esperança de vida de cada espècie. Cal tenir present, però, que en l'espècie humana els telòmers curts no són sempre perjudicials i que els telòmers llargs no comporten invariablement un avantatge biològic.
S'ha observat que, tant en els humans com en les aus, les diferències individuals en la longitud dels telòmers s'associen amb diferències individuals en el comportament. Hi ha experts que opinen que aquesta singular característica forma part del procés de selecció natural.

## Telòmers i salut
Els telòmers eviten que els cromosomes d'una cèl·lula es fusionin o es recombinin. Aquestes anormalitats cromosòmiques podrien causar càncer, de manera que les cèl·lules són normalment destruïdes quan els telòmers són consumits. El mesurament in situ de la longitud dels telòmers és un mètode de biomarcatge amb valor pronòstic en determinats tipus de càncer, com ara el melanoma i altres neoplàsies malignes de pell no melanocítiques, el càncer de pròstata, el colorectal o el de pulmó, per esmentar alguns exemples. En la majoria de casos, el càncer és el resultat del fet que hi ha cèl·lules que s'escapen d'aquesta destrucció. Els biòlegs especulen que aquest mecanisme és un intercanvi entre envelliment i càncer. La importància dels telòmers en la salut és gran i existeix un ampli ventall d'anomalies mendelianes (síndromes d'escurçament telomèric o trastorns biològics dels telòmers, TBTs) que inclou des de malalties multisistèmiques infantils a patologies locals aïllades en adults. Fins ara, es coneixen mutacions causants de TBTs en almenys onze gens, cadascuna d'elles relacionada amb algun aspecte dels complexos processos de manteniment d'aquestes estructures cromosòmiques.
Moltes cèl·lules tumorals desenvolupen canvis per evitar l'escurçament dels telòmers. La majoria empra processos de reactivació de la telomerasa que mantenen la seva longitud. Algunes aconsegueixen aturar la senescència allargant-los a través de vies alternatives no relacionades amb dit enzim, com la inactivació de certes proteïnes. El càncer tiroidal és un exemple paradigmàtic de la importància de la desregulació telomèrica en la gènesi i progressió de les neoplàsies malignes. Les mutacions en el gen TERT són unes de les anomalies genètiques més comunes observades en els tumors agressius de la tiroide, en particular les que modifiquen la codificació del component catalític central de la telomerasa. Per regla general, s'associen amb una major expressivitat del gen i de l'activitat de la telomerasa i, si bé no sempre van acompanyades d'un increment de la longitud dels telòmers, estan estretament relacionades amb el mal pronòstic, la disseminació metastàtica i la baixa supervivència global dels pacients.
En les cirrosis criptogèniques i les derivades d'hepatitis B/C s'observa una reducció de la mida dels telòmers dels limfòcits perifèrics, un fenomen indicatiu de la continua destrucció i regeneració dels nòduls parenquimatosos propis d'aquestes afeccions hepàtiques. S'ha comprovat que diverses malalties víriques cròniques produeixen canvis topogràficament selectius en l'ADN de les cèl·lules T, causants de danys als seus telòmers amb la conseqüent pèrdua de longevitat d'aquestes cèl·lules. Es creu que el fet forma part dels mecanismes de desregulació del sistema immunitari utilitzats pels virus patògens.
La longitud dels telòmers s'associa amb diverses malalties dels pulmons, com ara la pneumonitis crònica per hipersensibilitat o la bronquiolitis obliterant. En el cas de la fibrosi pulmonar idiopàtica (FPI) es troben telòmers molt curts en els pneumòcits tipus II -cèl·lules fonamentals per la correcta regeneració de l'epiteli alveolar- de les zones fibròtiques. La curtedat telomèrica està directament relacionada amb el temps de supervivència dels malalts que sofreixen aquesta patologia pulmonar. En el 8–15% de FPIs de tipus familiar i en més del 11% de FPIs esporàdiques necessitades de trasplantament pulmonar s'han identificat mutacions en gens relacionats amb la telomerasa, com ara el TERT, el RTEL1 o el PARN. Inclús en individus afectes de FPI sense mutacions identificables presenten telòmers més curts que els dels grups de control, un fet motiu d'estudi i atribuït presumptivament a l'existència de variants encara no caracteritzades.
També ha estat demostrada una correlació entre la longitud telomèrica i la gravetat de la cardiomiopatia hipertròfica, especialment en la forma obstructiva de la malaltia. A més, s'ha comprovat l'existència d'un escurçament significatiu en els telòmers dels miocardiòcits de les persones afectes de cardiomiopaties de naturalesa genètica, com ara la que es desenvolupa en la distròfia muscular de Duchenne, provocat per defectes hereditaris en proteïnes cardíaques essencials per una correcta funcionalitat contràctil de l'òrgan. A banda d'això, se sap que durant el procés d'envelliment els cardiomiòcits humans i murins adquireixen un fenotip post-mitosi caracteritzat per un dany permanent de l'ADN telomèric a causa de disfuncions mitocondrials i que té lloc amb independència del nombre de divisions cel·lulars i de la longitud dels telòmers. El fenotip miocardiocitari associat amb la senescència resultant d'aquest dany és de tipus no canònic, pro-fibròtic i pro-hipertròfic.
Determinades variacions en la telomerasa transcriptasa inversa materna s'associen amb la ruptura prematura de membranes i el part preterme. Per una altra banda, l'exposició de la mare a diversos contaminants atmosfèrics durant el tercer trimestre de l'embaràs pot ocasionar un escurçament dels telòmers en el nounat, de la mateixa manera que ho fa el tabaquisme matern. També se sap que elevades concentracions ambientals de diversos metalls tòxics alteren la longitud relativa dels telòmers materns i fetals.
Alguns especialistes afirmen que existeix una relació entre el desgast prematur dels telòmers i la síndrome de fatiga crònica i proposen que aquesta condició s'inclogui dins de la llista de malalties originades per un envelliment accelerat. S'ha demostrat l'existència d'una associació negativa entre la depressió unipolar greu, el trastorn bipolar i la longitud telomèrica. L'escurçament dels telòmers podria també estar involucrat en altres patologies mentals Segons indiquen estudis de neuroimatge funcional, la longitud dels telòmers té una relació molt estreta amb l'activitat de diverses zones cerebrals implicades en el processament de les emocions.
En la síndrome de Werner (un trastorn autosòmic recessiu rar, anomenat també progèria de l'adult i que comporta un alt risc de sofrir alguns càncers), causat per mutacions en el gen WRN codificador de la proteïna WRN (un membre de la família de les helicases RecQ); la inestabilitat del genoma cel·lular depèn directament de la disfunció dels telòmers. Diverses línies d'evidència indiquen que els telòmers són substrats fisiològics de la WRN i que el seu manteniment aberrant en cas d'absència de dita proteïna és un important mecanisme patogènic causal dels fenotips progeroides de les persones amb la síndrome.
La disqueratosi congènita (DC), o síndrome de Zinsser-Engman-Cole, és una genodermatosi descrita per primera vegada l'any 1906 i caracteritzada clàssicament per una triada clínica: leucoplàquia oral, distròfia unguial i hiperpigmentació reticular cutània. Té un patró hereditari recessiu i lligat al sexe (cromosoma X). Molts malalts amb DC desenvolupen alguna forma de neoplàsia relacionada amb un augment de la divisió cel·lular. La seva causa fonamental és un defecte en el gen DKC1, codificador de la proteïna disquerina, la qual està fortament implicada en el manteniment de la longitud telomèrica. En la DC també s'han descrit mutacions en els gens TINF2, TERC, TERT, C16orf57, NOLA2, NOLA3, WRAP53/TCAB1, i RTEL1. Una variant molt greu de la DC, la síndrome de Hoyeraal-Hreidarsson, cursa, a més a més, amb pancitopènia progressiva (disminució simultània dels valors de les tres sèries hematològiques: glòbuls blancs, glòbuls vermells i plaquetes), hipoplàsia del cerebel, microcefàlia i retard del creixement. Aquesta síndrome presenta, a banda de les moltes que comparteix amb la DC, determinades mutacions en els gens RTEL1 i DKC1 -els quals tenen funcions addicionals no relacionades amb els telòmers- que podrien ser l'origen de les seves manifestacions específiques.
En la síndrome de Coats plus, mutacions en el gen STN1 (membre del complex gènic CTC1–STN1–TEN1 humà) provoquen una greu telomeropatia estructural i funcional.
S'ha observat un escurçament telomèric significatiu en malalts afectes d'anèmia aplàstica de gravetat diversa i temps d'evolució diferent. Existeixen evidències que relacionen l'augment de l'erosió dels telòmers amb la progressió de la malaltia. Una part important de dita erosió té lloc a nivell de les cèl·lules mare hematopoètiques comprometent tant la fracció granulocítica com la mononuclear (monòcits i limfòcits), encara que és més accentuada en els granulòcits. Es creu que la senescència de les esmentades cèl·lules hematopoètiques és el fenomen patofisiològic que condiciona l'aparició dels fenòmens de mielodisplàsia i d'hemoglobinúria paroxística nocturna propis dels casos avançats d'anèmia aplàstica. Estudis en murins indiquen que la teràpia gènica restaura la longitud del telòmers, millora l'aplàsia medul·lar i augmenta la supervivència dels individus. Això suggereix que dita teràpia s'ha de considerar una nova opció pel tractament d'aquesta gravíssima forma d'anèmia i el d'altres patologies d'índole molt dispar. En els individus que pateixen anèmia de Fanconi també s'han apreciat diverses anomalies telomèriques (escurçament, increment de les fusions terminals, pèrdues o ruptures estructurals en els telòmers dels leucòcits perifèrics)
No totes les malalties derivades d'imperfeccions en els telòmers es deuen a l'escurçament d'aquests. Diversos càncers de naturalesa familiar tenen el seu origen en mutacions que augmenten la longitud telomèrica.
En casos de síndrome de l'ovari poliquístic, l'endocrinopatia més comuna entre les dones en edat reproductiva, s'ha detectat una longitud excessiva en els telòmers de les cèl·lules fol·liculars.
Hi ha autors que posen l'accent en la importància de la dieta i de l'exercici moderat per mantenir una correcta funcionalitat dels telòmers. En particular, s'associa la dieta mediterrània amb una major longitud telomèrica leucocitària. Sumàriament, es pot dir que aquells nutrients, aliments i patrons dietètics considerats beneficiosos o perjudicials per a la salut cardiovascular i la progressió d'altres malalties cròniques relacionades amb l'edat també tenen els mateixos efectes sobre la longitud dels telòmers.

## Quantificació
A l'hora d'efectuar qualsevol tipus d'estudi relacionat amb els telòmers cal aplicar procediments de laboratori fiables que possibilitin quantificar la seva longitud. Habitualment, s'empren mètodes biomoleculars per fer-ho. Entre els més comuns estan la Southern blot, la citometria de flux amb hibridació in situ per fluorescència i la PCR en temps real (qPCR). L'ús de la qPCR és preferible quan es fan avaluacions en poblacions amb un gran nombre d'individus, però per assolir resultats òptims són necessaris uns protocols de treball homogenis i ben definits.

## Darreres investigacions
Un estudi realitzat per especialistes de la Universitat Johns Hopkins indica que l'anàlisi de la longitud telomèrica en un àmbit hospitalari, emprant de forma combinada la citometria de flux i la hibridació in situ per fluorescència (flowFISH) com a element diagnòstic, pot ser útil per millorar les decisions terapèutiques en diversos supòsits clínics.
Investigadors xinesos consideren que la longitud dels telòmers és un potencial biomarcador per predir el risc i el pronòstic de l'ictus.
Per compilar i oferir als investigadors una base de dades dels gens implicats en el manteniment telomèric d'humans i llevats, ha estat creada la pàgina web TelNet, amb el suport del consorci interdisciplinari de recerca alemany CancerTelSys.
S'han creat procediments bioinformàtics per identificar les característiques detallades dels telòmers en l'estudi de genomes nous, els quals fan possible aconseguir resultats d'una forma més senzilla i ràpida que la aconseguida amb les tècniques emprades habitualment. Un equip del Centre Alemany de Recerca Oncològica de Heidelberg ha desenvolupat un nou programari de disposició lliure sota la llicència GPL, anomenat TelomereHunter, que permet una caracterització in silico molt precisa dels mecanismes de manteniment dels telòmers en el genoma i amb la capacitat d'analitzar grans cohorts de genomes cancerosos, proporcionant així una àmplia varietat de dades amb valor diagnòstic.
Avui dia, es segueixen múltiples línies de treball dirigides a controlar l'activitat de la telomerasa en les neoplàsies malignes, com ara l'ús d'inhibidors de la telomerasa com medicaments anticancerosos, el desenvolupament de fàrmacs que actuïn sobre l'ADN telomèric, la cerca de vectors vírics capaços de transportar promotors de la telomerasa transcriptasa inversa o la creació de mètodes immunoteràpics que activin aquest enzim. A hores d'ara, se sap que la telomerasa té moltes funcions extratelomèriques encara per determinar i que la seva inhibició total pot induir danys greus i imprevisibles en les mitocòndries de les cèl·lules sanes. Aquest és un fet importantíssim a tenir en compte quan es dissenyen noves estratègies terapèutiques contra el càncer relacionades amb els telòmers.